# Weiße Stadt

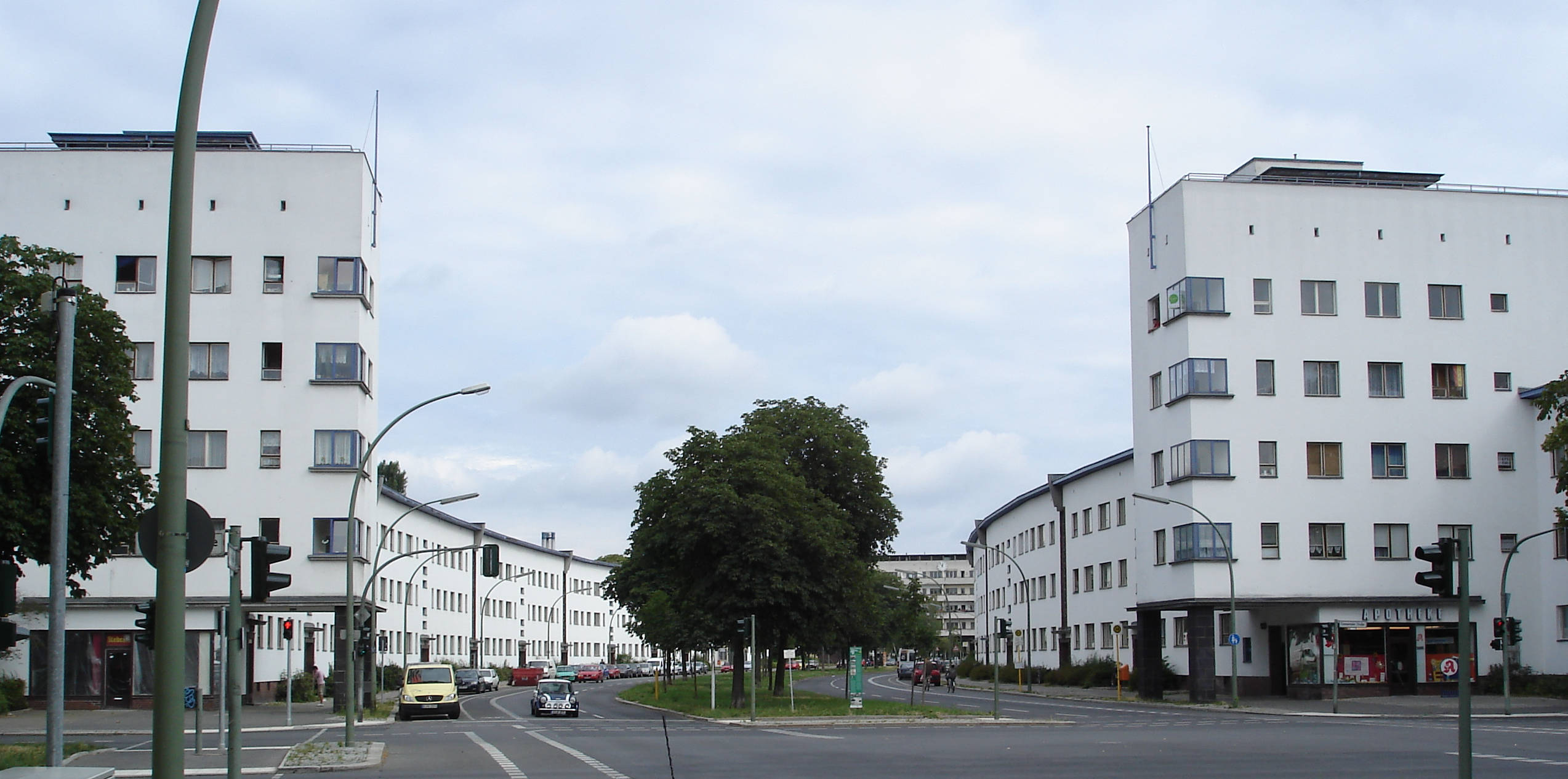
L'ingresso al quartiere sulla Aroser Allee

La Weiße Stadt (lett. "città bianca") è un complesso residenziale di Berlino, nel quartiere (Ortsteil) di Reinickendorf.

## Storia
Fu realizzata nel 1929-31 dagli architetti Bruno Ahrends, Wilhelm Büning e Otto Rudolf Salvisberg. Ogni architetto realizzò uno dei 3 lotti in cui il quartiere fu diviso; il piano urbanistico complessivo si basava invece sulla rete stradale preesistente.
Il nome Weiße Stadt derivò dal colore delle facciate, elemento tipico dell'architettura moderna di quegli anni; un analogo quartiere londinese, realizzato negli stessi anni, assunse per gli stessi motivi il nome di White City. La Weiße Stadt, assieme ad altri 5 complessi residenziali di Berlino, è oggi parte del patrimonio mondiale UNESCO.